# Утакмице фудбалске репрезентације Мађарске 1993.
| Домаћин | Гост |

Фудбалска репрезентација Мађарске је током 1993. године одиграла девет званичних утакмица. У квалификацијама за Светско првенство 1994. репрезентација је изгубила четири од укупно пет одиграних мечева у току ове године. Мађарска репрезентација је заузела четврто место у својој групи и није успела да се квалификује на Светско првенство. Неуспехе репрезентације су платили савезни селектори. Чак три различита селектора је било на челу репрезентације.
Савезни селектори националног тима у овом периоду су били:
- Имре Јенеи (672 — 674.)
- Ференц Пушкаш (675 — 678)
- Јожеф Веребеш (679 — 680.)[note 1]

## Утакмице
| Јапан | 0 : 1 (0 : 0) | Мађарска   |
| ----- | ------------- | ---------- |
|       | Извештај      | 48’ Киприх |

| Сједињене Државе | 0 : 0    | Мађарска |
| ---------------- | -------- | -------- |
|                  | Извештај |          |

| Мађарска | 0 : 1 (0 : 0) | Грчка                    |
| -------- | ------------- | ------------------------ |
|          | Извештај      | 70’ (пен) С. Апостолакис |

| Мађарска | 0 : 2 (0 : 0) | Шведска                     |
| -------- | ------------- | --------------------------- |
|          | Извештај      | 67’ Џ. Екстрем · 87’ С. Рен |

| Русија                                        | 3 : 0 (0 : 0) | Мађарска |
| --------------------------------------------- | ------------- | -------- |
| Канчељскис 56’ · И. Коливанов 60’ · Јуран 86’ | Извештај      |          |

| Република Ирска       | 2 : 4 (2 : 0) | Мађарска                              |
| --------------------- | ------------- | ------------------------------------- |
| Р. Кин 1’ · К. Нил 4’ | Извештај      | 49’ 65’ Хамар · 85’ Балог · 87’ Урбан |

| Исланд                              | 2 : 0 (2 : 0) | Мађарска |
| ----------------------------------- | ------------- | -------- |
| Е. Сверилсон 13’ · А. Гудјонсен 77’ | Извештај      |          |

| Мађарска  | 1 : 3 (1 : 1) | Русија                                         |
| --------- | ------------- | ---------------------------------------------- |
| Клаус 19’ | Извештај      | 14’ Пјатницки · 54’ С. Кирјаков · 92’ Бородјук |

| Мађарска   | 1 : 0 (1 : 0) | Луксембург |
| ---------- | ------------- | ---------- |
| Детари 20’ | Извештај      |            |

## Голгетери у 1993.
| - Золтан Вег (голман) - Јожеф Киприх - Лајош Детари |

## Извори и спољашње везе
- Dénes Tamás-Rochy Zoltán. A 700. után. Rochy és Társa. ISBN 963-04-7169-8.
- Све утакмице репрезентације Мађарске
- Репрезентација Мађарске на фудбалској бази података
- Утакмице репрезентације Мађарске (1993)